# Pušalotas
Pušalotas est un village de l'Apskritis de Panevėžys au nord-est de la Lituanie. En 2001 sa population est de 885 habitants.

## Histoire
Plusieurs exécutions de masse de la communauté juive sont perpétrées au cours de la Seconde Guerre mondiale. En juillet 1941, 19 juifs sont assassinés dans le cimetière de la ville puis 18 sur un site de la forêt de Šadeikoniai. Une autre exécution de masse se déroule au cours de l'été 1941, environ 248 juifs sont assassinés par un einzatsgruppen de nationalistes lituaniens.